# Underfaldsmølle
På en underfaldsmølle løber vandet under møllehjulet og ikke som ved de fleste vandmøller over. 
Underfaldsmøller ligger som oftest på steder, hvor der ikke er det store fald på vandløbet, men med et dæmningssystem kunne man stemme vandet op, så det kunne drive hjulet, når der ellers var vand nok. Dette kunne være et problem i tørketiden. 

## Forudsætninger for møllens drift
Overfaldsmøllen var ganske vist mest effektivt, men krævede større fald og dermed mere opstemning, end det her var muligt. Thi når vandet blev opstemmet, blev de mange lavtliggende marker oversvømmet. Derfor måtte møllen kun bruges om vinteren og om foråret. Alligevel bevirkede dette dæmningssystem – især når det ikke blev holdt ved lige, at vandet ved heftige regnskyl om sommeren ikke kunne komme hurtigt nok væk. De omliggende marker blev undertiden oversvømmet og avlen ødelagt, hvad der naturligt nok gav anledning til en del stridigheder.

## Underfaldsmøller
En af de arkæologisk ældste underfaldsmøller stammer fra 1200-tallet og er fundet ved Sorø – møllerenden gik 0,5 km fra Truelsø ned til Sorø Sø med et fald på kun 57 cm. 
Nationalmuseet har nået at registrere en række gamle underfaldsmøller, før de blev nedlagt eller nedrevet og indført dem i det nationale mølleregister. Kun ganske få er bevaret.
Slusegårdens Vandmølle, Bornholm (ca. 1800) ved Øle Å med udspring i moseområdet Ølene minder meget om Pedersker Mølle på Frilandsmuseet. 
Nationalmuseet overtog i 1961 Aa Mølle i Gudum Sogn ved Limfjorden, der er fuldstændig restaureret og fungerer i dag.
| Arkitektur | Spire Denne arkitekturartikel er en spire som bør udbygges. Du er velkommen til at hjælpe Wikipedia ved at udvide den. |